# ابراهیم خلیل جوانشیر
ابراهیم خلیل خان جوانشیر (۱۷۳۰–۱۸۰۶ میلادی) از بزرگان ایران و آذربایجان در قرن ۱۸ میلادی بود. پدرش پناهعلی‌خان جوانشیر، از سرداران نادرشاه افشار بود که همراه با قبیله‌اش (سارجلو) از قره باغ به خراسان تبعید شده بود. به دنبال مرگ نادرشاه، پناه علی خان به همراه ایل خود به قفقاز بازگشت (۱۷۴۷)، در این زمان، عادل شاه افشار حکم بیگلربیگی برای ابراهیم خان صادر نمود. حکومت ابراهیم بر قراباغ از هنگامی آغاز شد که پدرش، پناه خان قراباغی، کریم‌خان را در تسخیر شهر ارومیه و شکست فتحعلی‌خان افشار ۱۷۶ق/۱۷۶۲م یاری رساند و کریم‌خان به پاس یاریهای او، ابراهیم را لقب خانی بخشید و به قراباغ فرستاد. سرنوشت پناه علی خان به عنوان گروگانی رقم خورد که در شیراز، با احترام نزد کریم خان زند میهمان (زندانی) بود و در سال ۱۷۶۰ درگذشت. کریم خان، پس از درگذشت پناه علی خان، فرزندش ابراهیم خلیل خان را با فرمان بیگلربیگی به قره باغ بازپس فرستاد و پیکر پدرش را هم با احترام زیاد به او سپرد تا به قره باغ ببرد. ابراهیم خلیل‌خان با استفاده از آشوبهای سیاسی پس از مرگ کریم‌خان عملاً علم استقلال برافراشت.
در ۱۷۹۴ آغا محمدخان قاجار که موفق شده بود بر تمامی مدعیان پادشاهی در ایران غلبه کند، به خانهای قفقاز و گرجستان فرمان داد که به تهران بیایند و به او اظهار وفاداری کنند. اراکلی خان فرمانروای گرجستان که با روسها پیمان تحت‌الحمایگی بسته بود، از رفتن سرباز زد و ابراهیم خلیل جوانشیر هم که همراه با پدرش با پدر آغا محمدخان (محمدحسن قاجار) جنگیده بود هم به تهران نرفت. دو سال پیش از این، آغا محمدخان قاجار تقاضای مشابهی از ابراهیم خان نموده بود که ابراهیم خان برادر زاده‌اش را با هدایا به نزد آغا محمدخان فرستاده بود، اما در هنگامه جنگ بر ضد افشاریان گریخته بود که در زمان فرار دستگیر و کشته شده بود. شاید ابراهیم خان فکر می‌کرد که آغا محمدخان قاجار هم یکی دیگر از مدعیان تخت پادشاهی ایران است که به زودی افول خواهد نمود. اما در ۱۷۹۵ آغا محمدخان از رود ارس گذشت و به سراغ ابراهیم خان آمد. خانهای ایروان، نخجوان و گنجه به حضور آغا محمدخان آمدند اما ابراهیم خان برای نبرد به او یورش برد و طی یک درگیری به دژ قره‌باغ (محاصره قلعه قره‌باغ) پناه برد. این دژ بسیار محکم بود و در منطقه‌ای کوهستانی قرار داشت که گرفتن آن کار مشکلی بود و آغامحمدخان هم نقشه داشت که هرچه زودتر به اراکلی خان حمله کند که بنا به همپیمانی با روسها، قویتر و خطرناکتر بود. بنا بر این، به یک گفتار خالی ابراهیم خان مبنی بر وفاداری بسنده کرد و محاصره را رها نمود.
آغا محمدخان از آنجا به فتح تفلیس رفت و در پیکاری بسیار خونین با نام نبرد کرتسانیسی اراکلی (هراکلیوس دوم) را شکست داد و اهالی تفلیس را قتل‌عام کرد، سپس به تهران بازگشت و تاجگذاری نمود. در پاسخ به این اتفاقها، کاترین، ملکه روسیه، در ۱۷۹۶ سپاهی بر ضد ایران تجهیز کرد و به فرماندهی زوبوف به قفقاز فرستاد که بسیاری از خانهای قفقاز به او اعلام سرسپردگی نمودند. در واکنش به این اقدام خانهای قفقاز، آغا محمدخان دوباره به قفقاز لشکر کشید که با مرگ کاترین و به تخت نشستن پل همزمان شد. پل سپاه روسیه را فرا خواند و خانهای قفقاز در مقابل آغا محمدخان بی دفاع باقی‌ماندند. در ۱۷۹۷، آغا محمدخان به شوشی حمله کرد و سرانجام آنرا فتح نمود. ابراهیم خان هم به داغستان نزد فامیل همسرش فرار کرد، اما پنج روز پس از فتح شوشی، آغا محمدخان بدست اطرافیانش به قتل رسید و این باعث شد که ابراهیم خان به شوشی برگردد. در بازگشت، دستور داد که جسد آغا محمدخان را با احترام زیاد به تهران بازگردانند و نسبت به جانشین آغا محمدخان اظهار بندگی نمود و دخترش آغا بگم (معروف به آغاباجی) را هم به عنوان عروس نزد فتحعلی شاه فرستاد.
فتحعلی شاه در این هنگام با لشکرکشی روسیه و کشته شدن خان گنجه جوادخان زیاد اوغلی و قتل‌عام مردم آن توسط روسها روبرو شد که شروع دوره اول جنگ‌های ایران و روسیه است. با این پیش آمدها، ابراهیم خان در سال ۱۸۰۵ میلادی پیمان کورک‌چای را امضا نمود که به معنی تحت‌الحمایگی ابراهیم خان نسبت به روسیه بود. اما با قتل پاول سیسیانوف در ۱۸۰۶ و تزلزل وفاداری ابراهیم خان باعث شد که از فتحعلیشاه تقاضای کمک برای راندن پادگان روسی مستقر در دژ شوشی کند که با نزدیک شدن سپاه ایران، ابراهیم خان هم از قلعه بیرون آمد و در کنار شهر چادر برپا نمود. در دوم ڑوئن ۱۸۰۶، روسها به این چادر حمله کردند و ابراهیم خان را همراه زن و دختر و یکی از پسرانش به قتل رساندند.
پس از این، روسها برای جلب حمایت مسلمانان، مهدی‌قلی خان جوانشیر، پسر ابراهیم خان را به عنوان خان قره باغ انتخاب نمودند، که این تا سال ۱۸۲۲ ادامه داشت، اما او هم پس از ارتباط با ایرانیان به ایران گریخت. در این هنگام، روسها قره باغ را رسماً به روسیه الحاق کردند. در دوره دوم جنگهای ایران و روس، در ۱۸۲۶، اهالی قره باغ به نفع ایران و بر ضد روسها شورش کردند که مهدی‌قلی خان جوانشیر به قره باغ برگشت، اما پس از شکست دوباره ایرانیان، تا آخر عمر به عنوان اسیر در نزد روسها باقی‌ماند.

## فرزندان
1. آغا بیگم جوانشیر همسر فتحعلی‌شاه قاجار
2. طوطی‌بیگم، همسر سلیم‌خان شکی
3. کوچک‌خانم، همسر حسینقلی‌خان دنبلی
4. گوهرآغا، همسر جعفرقلی‌خان دنبلی
5. مهدیقلی خان جوانشیر
6. ابوالفتح خان جوانشیر